# جيري جونسون (لاعب كرة قاعدة)
جيري جونسون (بالإنجليزية: Jerry Johnson)‏ هو لاعب كرة قاعدة أمريكي، ولد في 3 ديسمبر 1943 في ميامي في الولايات المتحدة.

## وصلات خارجية
- جيري جونسون على موقع دوري كرة القاعدة الرئيسي (الإنجليزية)
- جيري جونسون على موقعبيزبول رفرنس.كوم (الدوري الرئيسي) (الإنجليزية)
- جيري جونسون على موقعبيزبول رفرنس.كوم (الدوري الثانوي) (الإنجليزية)
- جيري جونسون على موقع إي إس بي إن.كوم (أم.أل.بي) (الإنجليزية)
- جيري جونسون على موقع مشجعي الرسوم البيانية (الإنجليزية)